# Helina pectinata
Helina pectinata är en tvåvingeart som först beskrevs av Oskar Augustus Johannsen 1916.  Helina pectinata ingår i släktet Helina och familjen husflugor. Inga underarter finns listade i Catalogue of Life.